# Biserici de lemn din Alba
Bisericile de lemn din Alba fac parte din grupul de biserici de lemn din Transilvania și din familia de biserici de lemn românești.

## Trăsături
Bisericile de lemn din județul Alba constituie un adevărat tezaur, datorită valorii artistice extraordinare a ansamblurilor murale sau a odoarelor care le împodobesc, opere ale unora dintre cei mai înzestrați zugravi români din Transilvania veacurilor XVIII și XIX, precum rășinărenii Popa Ivan, Nistor Dascălul și fiii popii Radu, Stan și Iacov, acesta din urmă stabilit spre 1750 la Feisa, cu fiii Gheorghe și Popa Nicolae, colaboratorii Toader, Simion Silaghi și Simion Bălgrădeanul și ucenicii Vasile Ban și Porfirie Șarlea, de asemenea dinastia de zugravi din Laz: Poienarii Savu, Simion, Toma, Ilie și ucenicul lor, Pavel Zamfir.
Deși foarte puține monumente se datează anterior anului 1700, se poate spune că tipul de construcție a rămas cel tradițional: navă patrulateră cu absidă poligonală decroșată, iar interiorul boltit semicilindric. Schimbările au intervenit abia de pe la mijlocul secolului al XIX-lea când, adeseori din rațiuni demografice, s-a procedat la extinderea spre vest, prin adăugarea unui pronaos peste care a fost surmontat turnul, ce a preluat rosturile clopotniței până atunci plasate în vecinătatea edificiului. Aceste transformări au afectat zestrea picturală acumulată anterior, știrbindu-i din continuitate și văduvind-o de părți însemnate, tot așa cum patina vremii a estompat strălucirea din ochii sfinților și a înnegrit icoanele. În așteptarea ocaziei reabilitării estetice, promovarea lor științifică și turistică este o necesitate.

## Biserici de lemn

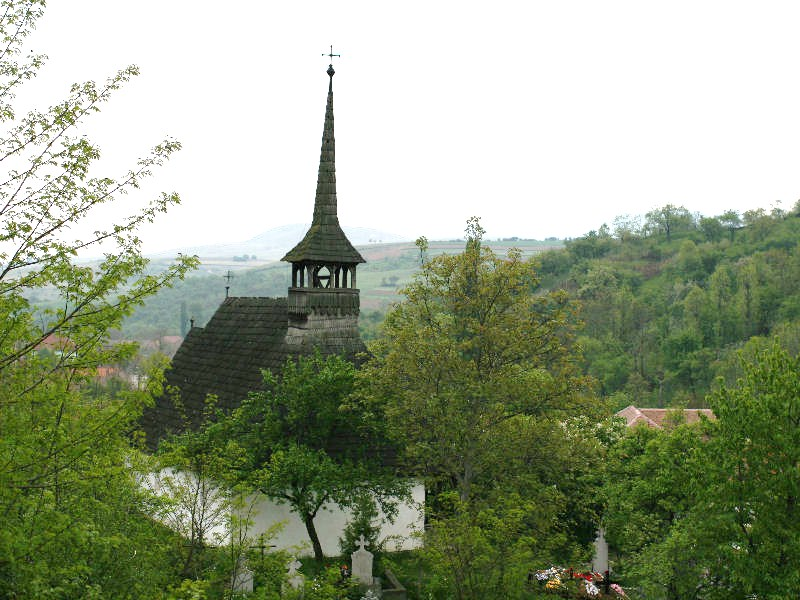
Biserica "Cuvioasa Paraschiva" din Ighiel ridicată din piatră în stilul bisericilor de lemn

Alba este una din regiunile transilvănene în care bisericile de lemn vechi nu au fost inventariate în întregime. Din acest motiv lista este departe de a fi completă. Continuarea cercetărilor prin satele risipite din acest colț de țară va aduce la iveală biserici de lemn astăzi necunoscute specialiștilor și iubitorilor de artă veche.
- Biserica de lemn din Acmariu cu hramul Sfântul Nicolae
- Albac, astăzi în Olănești, Vâlcea
- Biserica de lemn din Arieșeni cu hramul Înălțarea Domnului
- Biserica de lemn din Băgău cu hramul Sfântul Teodor Tiron
- Biserica de lemn din Bârlești cu hramul Sfinții Împărați Constantin și Elena
- Biserica de lemn din Berghin cu hramul Sfântul Petru
- Biserica de lemn din Belioara cu hramul Sfinții Arhangheli
- Biharia, sfârșitul secolului 19
- Biserica de lemn din Brăzești cu hramul Învierea Domnului, mutată în Alba Iulia
- Biserica de lemn din Certege cu hramul Sfântul Gheorghe din 1833, renovată 1872
- Biserica de lemn din Cisteiu de Mureș cu hramul Sfinții Arhangheli
- Biserica de lemn din Cojocani cu hramul Sfinții Arhangheli
- Biserica de lemn din Copand cu hramul Sfinții Arhangheli
- Biserica de lemn din Dealul Geoagiului cu hramul Sfinții Arhangheli (cătunul Cristești)
- Biserica de lemn din Drâmbar cu hramul Ioachim și Ana
- Biserica de lemn din Dric cu hramul Sfântul Nicolae, secolul 19
- Biserica de lemn din Fărău cu hramul Sfinții Arhangheli
- Biserica de lemn din Găbud cu hramul Sfinții Arhangheli
- Biserica de lemn din Gârda de Sus cu hramul Nașterea Sfântului Ioan Botezătorul
- Biserica de lemn din Geogel cu hramul Sfinții Arhangheli
- Biserica de lemn din Ghirbom cu hramul Sfântul Nicolae
- Biserica de lemn din Goiești cu hramul Sfinții Trei Ierarhi
- Biserica de lemn din Hăpria biserică de lemn și absidă de zid, demolată în 2006
- Biserica de lemn din Hopârta
- Biserica de lemn din Întregalde cu hramul Sfântul Ilie
- Biserica de lemn din Lăzești cu hramul Sfinții Arhangheli
- Biserica de lemn din Lunca Largă
- Biserica de lemn din Lunca Mureșului cu hramul Pogorârea Sfântului Duh
- Biserica de lemn a Mănăstirii Lupșa, cu hramul Sfântul Nicolae
- Biserica de lemn din Mătișești cu hramul Sfântul Mare Mucenic Dimitrie
- Mirăslău
- Mogoș dispărută
- Biserica de lemn din Noșlac cu hramul Sfinții Arhangheli
- Ocoliș mutată în Cacova Ierii, județul Cluj
- Biserica de lemn din Pianu de Sus cu hramul Cuvioasa Paraschiva
- Biserica de lemn din Runc cu hramul Sfinții Arhangheli
- Biserica de lemn din Săliștea cu hramul Sfinții Arhangheli
- Sânbenedic I, cu hramul "Sf. Nicolae"
- Sânbenedic II, cu hramul Sfinții Arhangheli
- Sâncrai
- Biserica de lemn din Sartăș cu hramul Pogorârea Sfântului Duh
- Silivaș
- Șilea I, cu hramul Sfântul Nicolae
- Șilea II, cu hramul Sfinții Arhangheli (în cimitir)
- Șoimuș, adusă din Rădești
- Șpălnaca I
- Șpălnaca II
- Biserica de lemn din Sub Piatră cu hramul Cuvioasa Paraschiva
- Biserica de lemn din Tău cu hramul Sfântul Gheorghe
- Tecșești, fruntarul celei anterioare se află la o casă din sat
- Biserica de lemn din Turdaș cu hramul Sfinții Arhangheli
- Biserica de lemn din Valea Largă cu hramul Sfânta Treime și Poorocul Ilie
- Vidolm
- Vingard cu hramul Cuvioasa Paraschiva